# Ricardo De Rienzo
Ricardo José De Rienzo (Rosario, 20 agosto 1948 – Buenos Aires, 25 luglio 2013) è stato un calciatore argentino di ruolo difensore.

## Carriera
Inizia la carriera nel Newell's Old Boys, club nel quale si impose velocemente diventandone il difensore principale, giocandovi sino al 1971, disputando vari campionati a buon livello.
Nella stagione 1972 passa all'Huracán, con cui ottenne il terzo posto campionato Metropolitano.
La stagione seguente è invece al Chacarita Juniors, con cui ottenne il tredicesimo posto nel campionato Metropolitano.
Nella stagione 1974 viene ingaggiato dagli statunitensi del L.A. Aztecs, neonata franchigia della NASL, con cui, dopo aver vinto la Western Division, giunge a disputare la finale del torneo, giocata da titolare e nel quale segnò la rete del momentaneo 1-1 su rigore e poi vinta ai rigori contro i Miami Toros.
Nella stagione 1976 passa ai Miami Toros, con cui però non riesce ad accedere alla fase play off del torneo nordamericano.
È morto nel 2013 a causa di un incidente stradale a Buenos Aires.
Nel 2021 è stato omaggiato dell'intitolazione della gradinata sud dell'impianto dell'Arroyo Seco Athletic Club.

## Palmarès
- Campionato NASL: 1

Los Angeles Aztecs: 1974